# أرنولد شونهاغ
أرنولد شونهاغ (بالإنجليزية: Arnold Schönhage)‏ (من مواليد 1 ديسمبر 1934 في لوكهاوسن، الآن باد زالتسوفلن) وهو عالم رياضيات ألماني وعالم حاسوب.
كان شونهاغ أستاذاً في جامعة رينش فريدريش فيلهيلم في بون، وكذلك في توبينغن وكونستانس. يعيش أرنولد الآن بالقرب من بون.
طور أرنولد بالتعاون مع فولكر ستراسن خوارزمية شونهاغ-ستراسين من أجل الضرب الصحيح السريع الذي يحتوي على وقت تشغيل رمز O الكبير (سجل N N log log N).
قام أرنولد بتصميم الخوارزمية وتنفيذها بالتعاون مع أندرياس إف. جروتيفيلد، وهي آلة تورنغ متعددة المهام. تم برمجة الجهاز في TPAL - لغة التجميع -. نفذ أرنولد وأصدقائه العديد من الخوارزميات الرقمية بما في ذلك خوارزمية Schönhage – Strassen على هذا الجهاز.

## وصلات خارجية
- Homepage with list of publications
- Schönhage's TP page with short introduction, samples and download link
- أرنولد شونهاغ في شجرة علماء الرياضيات